# Raymond Chevreuille
Raymond Chevreuille (Watermaal-Bosvoorde, 17 november 1901 – Montigny-le-Tilleul, 9 mei 1976) was een Belgisch componist.
Raymond Chevreuille begon zijn muzikale studies aan de muziekschool van Sint-Joost-ten-Noode en studeerde korte tijd harmonie bij Gabriel Minet en François Rasse aan het Koninklijk Conservatorium Brussel, maar was als componist voornamelijk autodidact. Na zijn studie werd hij leraar aan de muziekschool in Sint-Joost-ten-Noode. In 1936 werd hij door het Nationaal Instituut van de Radio-Omroep aangesteld als geluidstechnicus. In 1956 werd hij er directeur van de Franstalige programma’s: deze functie voerde hij uit tot aan zijn pensioen in 1966. 
Als componist werd Chevreuille beïnvloed door de Tweede Weense School en zijn werk vertoont soms gelijkenis met de stijl van Alban Berg. Het merendeel van zijn oeuvre bestond uit orkestwerken, maar ook componeerde hij voor de opera, het toneel en de radio. Hij kreeg internationale erkenning, onder meer door de hem in 1950 toegekende Prix Italia en compositieopdrachten voor het Pittsburgh Festival en de Koussevitzky Music Foundation. In 1952 was zijn tweede pianoconcert het verplichte werk voor de deelnemers aan de Koningin Elisabethwedstrijd. Op 4 januari 1973 werd hij verkozen tot lid van de Koninklijke Academie van België. Overigens heeft hij een deel van zijn werken vernietigd; hij vond ze te veel lijken op de muziek van Igor Stravinsky, hij wilde liever richting Alban Berg.

## Werkselectie
- Acht symfonieën (1939, 1944, 1951, 1952, 1954, 1957, 1964, 1970)
- Drie pianoconcerten (1937, 1951, 1968)
- Drie vioolconcerten (1941, 1953, 1965)
- Twee celloconcerten (1940, 1965)
- Een hoornconcert (1949)
- Een trompetconcert (1954)
- Een fluitconcert (1961)
- Een klarinetconcert (1968)
- Een concert voor strijktrio en orkest (1943)
- Een concert voor altviool, piano en orkest (1946)
- Zes strijkkwartetten
- Balletmuziek
- Kamermuziek
- Liederen
- Muziek bij de film Rubens van regisseur Paul Haesaerts

De vuurslag, een bewerking van een sprookje van Hans Christian Andersen was in 1952 op de Nederlandse radio te beluisteren. Het werd bijzonder geacht omdat Chevreuille een “normale” muziekcompositie voorzag van radiofonische geluidseffecten. Zo werd een eerder opgenomen stuk voor orkest (33 1/3 RPM) op een sneller tempo (78 RPM) afgespeeld, waarbij er qua klank weer een orkestklank aan werd toegevoegd. Het is geschreven voor sopraan, declamator, koor en orkest en tape. Zijn Short symphony werd in 1956 in het kader van het Holland Festival uitgevoerd door het Groot Symfonieorkest van de Belgische Nationale Radio Omroep.
- Bibliothèque nationale de France: cb163306343 (data)
- Gemeinsame Normdatei: 103877630
- International Standard Name Identifier: 0000 0000 8147 980X
- Library of Congress Control Number: nr89003514
- MusicBrainz: ee234405-0ba3-4833-a550-cc3873304339
- Nationale Bibliotheek van Tsjechië: jo20241236895
- Nationale Bibliotheek van Israël: 987007290177805171
- Nederlandse Thesaurus van Auteursnamen: 191304174
- Virtual International Authority File: 68774422
- WorldCat: E39PBJrRj4rqBxq68kvhktcgKd